# Kazimierz Majewski (podpułkownik)
Kazimierz Majewski (ur. w dworze Miłocice, ochrzczony 3 marca 1789 w parafii Słomniki, zm. 12 września 1831 w Twierdzy Modlin) – polski wojskowy i powstaniec z 1830.

## Życiorys
Kazimierz Roman Majewski urodził się przed 3 marca 1789 w dworze Młocice, gdzie oficjalistą był jego ojciec, Stanisław Majewski, późniejszy dzierżawca dóbr Bogucice.
Matką była Antonina z Zielińskich.
Służbę rozpoczął 1809 jako sierżant 15 pp Księstwa Warszawskiego. W 1811 uzyskał stopień podporucznika, w 1812 - porucznika. Walczył pod Smoleńskiem, Możajskiem, Tarutynem, Medynią, Czyrykowem, Wiaźmą, Krasnem i nad Berezyną, gdzie dostał się do niewoli. W 1814 wrócił do kraju. W 1815 wstąpił do armii Królestwa. W 1817 został kapitanem w 4 ppl. Członek Towarzystwa Patriotycznego. W noc listopadową dowodził piątą kompanią flizylierską. 6 lutego 1831 stopień majora. 10 marca 1831 odznaczony Krzyżem Kawalerskim Virtuti Militari (odznaczenie nr 408). 17 lutego - 18 marca 1831 pełnił obowiązki dowódcy pułku ; od 20 czerwca dowódca pułku. Śmiertelnie ranny w drugim dniu szturmu Warszawy, zmarł 10 września 1831 i został początkowo pochowany we wsi Kikoły nad Narwią.
W roku 1830 ożenił się z Wiktorią Smoczyńską herbu Stankar, córką Tomasza i Rozalii Bob. Akt ślubu w warszawskiej parafii Nawiedzenia NMP nie zachował się, ale dostępne są alegaty - akty urodzenia małżonków, pozwolenie na ślub od władz wojskowych oraz pozwolenia ojca Stanisława Majewskiego na zawarcie związku małżeńskiego. W tym samym roku rodzi się jedyna córka Kazimierza Ludwika, która umarła jako pięciolatka i pochowana jest razem z ojcem na cmentarzu w Pomiechówku. 